# ゴールデンイエロー
ゴールデンイエロー (golden yellow) は色の一種である。ふつう、鮮やかな黄色のことをいい、金色や山吹色に近い。

## JISの定義
JIS慣用色名では「つよい赤みの黄」（略号 st-rY）と定義している。代表的な色記号は「7.5YR 7/10」である。

## 近似色
- オレンジ色
- 金色
- 琥珀色
- 山吹色
- 黄土色
- 鬱金色
- 金茶
- 蜜柑色
- 黄色
- 橙色
- マリーゴールド
- クロムイエロー
- 向日葵色